# Manajów
Manajów (ukr. Манаїв) – wieś na Ukrainie w rejonie tarnopolskim należącym do obwodu tarnopolskiego.
Pod koniec XIX karczma na obszarze dworskim nosiła nazwę Kopanie.
8 września 1930 r. założono minę pod budynek czytelni "Proświty" w Manajowie. Mina eksplodowała i częściowo uszkodziła budynek.
Do 2020 w rejonie zborowskim.